# Damnation (Opeth)
Damnation is het zevende studioalbum van de Zweedse metalband Opeth.
Het album werd opgenomen in de nazomer van 2002 (gelijktijdig met het zesde Opeth-album "Deliverance") en uitgegeven op 22 april 2003 op het "Koch Records" label. Oorspronkelijk was het de bedoeling dat "Damnation" en "Deliverance" gelijktijdig zouden worden uitgegeven (als een dubbelalbum), maar de groep besloot op de valreep dit toch niet te doen. Beide albums zijn door frontman Mikael Åkerfeldt opgedragen aan zijn toen net overleden grootmoeder.
De productie stond net als de vorige twee albums onder de leiding van Steven Wilson, bekend van Porcupine Tree. Het album betekende een radicale wending in de muzikale ontwikkeling van Opeth, want hun klassieke deathmetal sound van op albums als Blackwater Park werd hier volledig achterwege gelaten, ingeruild voor een veel zachtere constructies die zwaar beïnvloed waren door  de progressieve rock van de jaren zeventig (net als King Crimson gebruikten ze bijvoorbeeld een mellotron). Het album kreeg erg goede kritieken en mede door het zachtere genre werd het een bescheiden commercieel succes met een eerste notering in de Amerikaanse billboards als gevolg. Een ingekorte versie van "Windowpane" werd gebruikt als single.

## Nummers
1. "Windowpane" – 7:45
2. "In My Time of Need" – 5:49
3. "Death Whispered a Lullaby" – 5:49
4. "Closure" – 5:15
5. "Hope Leaves" – 4:30
6. "To Rid the Disease" – 6:21
7. "Ending Credits" – 3:39
8. "Weakness" – 4:10

- Totale lengte: 43:18

## Credits
- Mikael Åkerfeldt – zang, gitaar
- Peter Lindgren – gitaar
- Martin Mendez – basgitaar
- Martin Lopez – drums
- Steven Wilson – mellotron

## Trivia
- Het nummer "To Rid the Disease" is een doorslag van een nummer van Mikael Åkerfeldts andere groep Sörskogen: "Mordet i Grottan".